# 高橋文哉のオールナイトニッポンX
高橋文哉のオールナイトニッポンX（たかはしふみやのオールナイトニッポンクロス）はニッポン放送で2022年5月27日（26日深夜）から放送されているラジオの生ワイド番組。

## 概要
高橋文哉は2022年2月に単発としてオールナイトニッポンXのパーソナリティを担当し、これがSNSを中心にして大反響を呼んで、2022年4月29日（28日深夜）の放送を経て、月1回のレギュラーパーソナリティを務めることになった。
2024年3月14日に、同年4月から火曜日の放送枠に移り週1レギュラーになることが発表された。

## 放送時間
- 金曜日 0:00-0:58（月1回・毎月最終木曜日深夜) 　※2022年5月27日 - 2024年3月29日
- 水曜日 0:00-0:58（火曜日深夜）　※2024年4月3日 -

## パーソナリティ
- 高橋文哉

## コーナー
- 一行〇〇！！

高橋文哉が思わず叫びたくなるリスナーの報告・連絡・相談を送るコーナー。
- 文哉が言わなそうなジングル

高橋文哉が絶対に言わなそうなセリフを募集。採用されたセリフは番組内で実際にジングルとして放送。
- 今夜もぽんっ 解決！文哉相談室

寄せられた「相談」を高橋なりの考えでアドバイスし、背中をポンっと押す一言を添えて、解決していくコーナー。

## ゲストおよびその他の出演者
2023年
- 2月24日（23日深夜） - 前田旺志郎、前田拳太郎
- 7月28日（27日深夜） - 向井慧（パンサー）
- 9月1日（8月31日深夜）- 宮野真守

2024年
- 1月26日（25日深夜）- 竹内涼真
- 4月17日（16日深夜）- 板垣李光人
- 5月29日（28日深夜）- 鈴木仁、前田旺志郎
- 6月12日（11日深夜）- やす子
- 7月17日（16日深夜）- 井桁弘恵、菅生新樹
- 8月14日（13日深夜）- 板垣李光人、眞栄田郷敦
- 8月28日（27日深夜）- 松下洸平
- 9月4日（3日深夜）- カルマ、金城碧海（JO1）
- 10月23日（22日深夜）- 大西流星（なにわ男子）
- 12月11日（10日深夜）- 八村倫太郎

2025年
- 2月5日（4日深夜）- 勝地涼
- 4月23日（22日深夜）- 山寺宏一
- 6月11日（10日深夜）- せいや（霜降り明星）
- 6月18日（17日深夜）- オダギリジョー、玉田真也

## 放送休止事例
- 2022年11月25日（24日深夜）：宮世琉弥（高橋の体調不良による代理）[3][注 1]
- 2024年9月11日（10日深夜）：Omoinotake[注 2]
- 2024年12月25日（24日深夜）：「第50回 ラジオ・チャリティ・ミュージックソン」の放送の為、休止。
- 2025年1月1日（2024年12月31日深夜）：「オールナイトニッポン MUSIC10 昭和100年スペシャル」の放送の為、休止。